# Hans Sebald Beham
Hans Sebald Beham, nemški tiskar in graver, * 1500, † 1550.